# 澄海区
澄海区（ちょうかいく）は中華人民共和国広東省汕頭市に位置する市轄区。

## 歴史
1994年4月18日、澄海県が県級市の澄海市に昇格、2003年1月29日、澄海市が廃止され、汕頭市の市轄区の澄海区に改編され現在に至る。

## 行政区画
3街道、8鎮を管轄する
- 街道
  - 鳳翔街道、広益街道、澄華街道
- 鎮
  - 上華鎮、隆都鎮、蓮下鎮、蓮上鎮、渓南鎮、東里鎮、塩鴻鎮、蓮華鎮

## 交通

### 道路
- 高速道路
  -  瀋海高速道路
  -  潮汕環線高速道路（中国語版）
- 国道
  - G228国道
  - G539国道